# Lemurichila
Lemurichila is een geslacht van wantsen uit de familie van de Tingidae (Netwantsen). Het geslacht werd voor het eerst wetenschappelijk beschreven door Duarte Rodrigues in 1992.

## Soorten
Het genus bevat de volgende soorten:

- Lemurichila perinetana (Drake, 1958)
- Lemurichila pistica Duarte Rodrigues, 1992
- Lemurichila vaga Duarte Rodrigues, 1992